# Juozas Kupčinskas
Juozas Kupčinskas (* 25. März 1906 in Parausiai, jetzt Rajongemeinde Vilkaviškis; † 26. Januar 1971 in Kaunas) war ein litauischer Internist.

## Leben
Juozas Kupčinskas wuchs in einer Bauernfamilie auf. 1924 absolvierte er das Realgymnasium Marijampolė. Ab 1924 studierte er in der Abteilung für Biologie an der Fakultät für Naturwissenschaften und Mathematik der Lietuvos universitetas in der zweitgrößten litauischen Stadt Kaunas. Von 1928 bis 1932 absolvierte er das Studium an der Fakultät für Medizin der Vytauto Didžiojo universitetas (VDU).
Ab 1932 lehrte Kupčinskas an der VDU und promovierte 1937 zum Thema „Ūminio reumato etiologijos ir patogenezės klausimu“. 1939 habilitierte er zum Thema „Širdies funkcijos tyrimas“. Ab 1941 war er Professor, von 1944 bis 1946 Prorektor und von 1947 bis 1950 Rektor der Kauno valstybinis universitetas.  Von 1951 bis 1971 lehrte er am Kauno medicinos institutas und von 1951 bis 1953 war Institutsrektor.
Er war Mitglied der Kommunisten, von 1951 bis 1954  Deputierter des Obersten Sowjets Sowjetlitauens.
Sein Grab befindet sich auf dem Friedhof Petrašiūnai in Kaunas.

## Familie
Er war verheiratet. Sein Sohn ist Rytas Kupčinskas (* 1949),  Politiker, Mitglied des Seimas. Sohn von Rytas Kupčinskas ist Andrius Kupčinskas (* 1975),  Politiker, ehemaliger Bürgermeister von Kaunas. 

## Bibliografie
- Plaučių tuberkuliozė, 1948
- Širdies ir kraujagyslių ligos, 1960
- Tuberkuliozė, su J. Kuzma, 1964
- Innere Krankheiten / Vidaus ligos, Mitautor, 2 Bänder. 1966–1967, 2 leid. 1973
- Medikamentinė alergija, mit B. Vasiliauskas, 1968
- Pašalinis vaistų veikimas, Mitautor, 1972, russisch